# Браян Шац
Браян Емануель Шац (англ. Brian Emanuel Schatz; нар. 20 жовтня 1972, Енн-Арбор, Мічиган) — американський політик-демократ. Він є сенатором США від штату Гаваї з 2012 року, був віце-губернатором Гаваїв з 2010 по 2012.
Шац виріс на Гаваях і отримав ступінь бакалавра у галузі філософії у Коледжі Помона, Каліфорнія. У 1998 році Шац став членом Палати представників Гаваїв, де працював до 2006. Він був головою демократів у штаті Гаваї з 2008 по 2010.
Одружений, має двох дітей.